# A Knight's Tale
A Knight's Tale er en amerikansk film fra 2001, skrevet, produceret og instrueret af Brian Helgeland. Medvirkende i filmen er Heath Ledger, Shannyn Sossamon, Mark Addy, Alan Tudyk, Rufus Sewell, Paul Bettany som Geoffrey Chaucer og James Purefoy som Sir Thomas Colville/Edward the Black Prince.
Filmen kombinerer action, komedie og romantik, og er bemærkelsesværdig for sin markante brug af anakronisme, såsom anvendelsen af klassiske rock-sange som Queen's "We Will Rock You", War's "Low Rider", David Bowies "Golden Years", Thin Lizzy's "The Boys Are Back in Town" og mange andre, skønt handlingen finder sted i middelalderen.
Filmen har sin titel fra Geoffrey Chaucer's "The Knight's Tale" fra hans samling Canterbury-fortællingerne, selvom plottet ikke er det samme. Filmen blev modtaget med blandede anmeldelser og indtjente $117.5 millioner ud fra et budget på $65 millioner.  

## Handling
Under en ridderturnering i det 14. århundredes Europa, opdager væbnerne William Thatcher, Roland og Wat at deres mester, Sir Ector, er død, kun én enkelt kamp og sejr fra at vinde turneringen. Desperat vælger William at udgive sig for Sir Ector, går i kamp iført hans rustning, og vinder uden at blive afsløret. 
Ridderturnering er dog kun for personer af adelig stand, men til trods for dette, tror William på at han er i stand til at konkurrere og vinde flere præmier. Roland og Wat indvilliger efter megen overtalelse til at hjælpe William med at træne og dygtigøre sig. På deres vej til en turnering møder trioen en ung Geoffrey Chaucer, nøgen og fattig, som indvilliger i at forfalske et adelsbrev til William, så han kan give sig ud for at være adelig. De rejser nu alle fire videre til turneringen, hvor William nu går under navnet "Sir Ulrich von Liechenstein" fra Gelderland. 
Under den første turnering bliver Williams rustning yderst beskadiget under en lanseduel, og han opsøger den kvindelige smed, Kate, som indvilliger i at reparere hans rustning. William vinder turneringens sværdkamp, og i en efterfølgende lanseduel er han oppe imod Sir Thomas Colville, som efter svær skade fra Williams lanse, er nødsaget til at trække sig fra kampen. William og Colville laver en ceremonial gennemridning for at ære Colvilles ønske at færdiggøre duellen uden yderligere skade. Dette bliver overværet af Jocelyn, en højtstående og nobel kvinde, som William er blevet forelsket i, og Grev Adhemar af Anjou, Williams rival i turneringen såvel som i kampen om Jocelyn. I lanseturneringens finale mellem William og Adhemar, sejrer Adhemar, hvortil William sværger hævn over Adhemar.
Smeden Kate vælger at følge med Williams følge og laver en ny letvægts-rustning til ham. I den næste turnering er både Adhemar og William sat op imod Sir Thomas Colville, men da det opdages at denne faktisk er Edward the Black Prince, vælger Adhemar straks at trække sig fra kampen af frygt for følgerne af muligvis at pådrage en kommende konge skade eller sin død. Ved Williams kamp mod Colville, vælger William til trods for protester fra hans følge at kæmpe, og han påtaler prinsen ved navn efter at have besejret ham, hvilket indgyder stor respekt fra prinsen.  
Efter turneringen bliver Adhemar kaldt til kamp ved slaget ved Poitiers og William vinder alle de følgende turneringer uden modstand fra Adhemar. 
Williams forhold med Jocelyn udvikler sig og hun kræver at han beviser sin kærlighed til hende ved med vilje at tabe sine næste kampe, da hun ønsker at se hans kærlighed til hende betyder mere end hans lyst til at vinde. Til trods for store protester fra hans følge, taber William med vilje sine næste kampe indtil Jocelyn til sidst ønsker at han nu skal vinde hele turneringen. 
Følget rejser nu til Williams hjemby, London, til Verdensmesterskaberne. William tænker tilbage på sin far, som sendte William afsted som væbner for Sir Ector tolv år tidligere i håb at om at William ville kunne få et bedre liv end sin fars. Adhemar har hørt om Williams triumfer og vælger at indtræde i mesterskaberne, hvor han fortæller William at han og Jocelyns far har arrangeret et ægteskab imellem Adhemar og Jocelyn. William er førende undervejs i turneringen, og en aften tager William mod til sig og vælger at opsøge sin far, som nu er blind, og de genforenes. 
Den følgende morgen viser det sig at Adhemar fulgte efter William og nu har afsløret ham og hans rigtige identitet. William står nu til at blive anholdt, men til trods for hans følges og Jocelyns ønske om at flygte, går William vagterne i møde og han bliver anholdt og puttet i en gabestok. Hans følge beskytter ham mod den vrede menneskeskare, og netop som urolighederne er ved at udvikle sig yderligere, træder Prins Edward frem. Han anerkender Williams ære og er benovet over hans følges kærlighed og loyalitet til ham, da det betegner en ridders største ære. Edward annoncerer at William faktisk er af nobel stand generationer tilbage, og han udnævner ham til "Sir William".   
William vender tilbage til turneringens sidste kamp og finale mod Adhemar, men efter to omgange snyder Adhemar og bruger en ulovlig spids lanse, som sårer William betydeligt. William er bagud med to lanser, og skal derfor slå Adhemar af hans hest for at vinde kampen. På grund af hans skade befaler han at ride uden sin rustning, alt imens Chaucer giver dem tid ved at give William sin første introduktion til publikum som Sir William. Williams far og Jocelyn sidder blandt publikum. William får bundet sin lanse fast til sin arm, og han ender med at slå Adhemar af sin hest, og dermed vinde turneringen. 
Efter sin sejr mødes William og Jocelyn i omfavnelse og Chaucer udtaler at han burde skrive nogle af de her oplevelser ned. 
I en ekstra scene efter rulleteksterne ses Roland, Wat, Kate og Chaucer siddende og prutte om kap, berusede og muntre. 

## Medvirkende
- Heath Ledger som William Thatcher
- Shannyn Sossamon som Jocelyn
- Rufus Sewell som Grev Adhemar
- Mark Addy som Roland
- Alan Tudyk som Wat
- Paul Bettany som Geoffrey Chaucer
- James Purefoy som Edward the Black Prince
- Christopher Cazanove som John Thatcher

## Produktion
Filmen blev optaget i Barrandov Studios i Prag, Tjekkiet. 
Lanserne, som blev brugt i filmen, blev lavet med det formål at kunne splintres og knækkes voldsomt uden at skade stuntpersonalet. Selve lansen var lavet så nøjagtig porøs at den let kunne brække, og spidserne var lavet af balsatræ. Spidserne var ligeledes udhulede og fyldt med splinter af balsatræ og ukogt linguine-pasta. 
I DVD-kommentarsporet, udtalte instruktør Helgeland sammen med Bettany, at filmen skal være sat til at foregå i omkring år 1370 i løbet af en seks-måneders periode, hvor Geoffrey Chaucer åbenbart var forsvundet, og hvad han har foretaget sig i den periode, og om, hvad der kan have inspireret Chaucer til at skrive hans Canterbury-fortællinger.

## Musik
Filmen, som er sat til at foregår i middelalderen, er blevet noteret for sit udbredte brug af klassisk rock-sange i dets soundtrack. De følgende ti sange var krediteret i filmen i rækkefølge af optræden.
- "We Will Rock You" - Queen
- "Low Rider" - War
- "Takin' Care of Business" - Bachman-Turner Overdrive
- "Golden Years"  - David Bowie
- "Further On Up the Road" - Eric Clapton
- "Get Ready" - Rare Earth
- "I Want To Take You Higher" - Sly and the Family Stone
- “The Boys Are Back In Town“ - Thin Lizzy
- "You Shook Me All Night Long" - AC/DC
- "We Are the Champions" - Robbie Williams & Queen

## Priser

### Casting Society of America, USA
| År   | Kategori                              | Nominerede       | Resultat  |
| ---- | ------------------------------------- | ---------------- | --------- |
| 2001 | Best Casting for Feature Film, Comedy | Francine Maisler | Nomineret |

### London Critics Circle Film Awards
| År   | Kategori                             | Nominerede   | Resultat |
| ---- | ------------------------------------ | ------------ | -------- |
| 2002 | British Supporting Actor of the Year | Paul Bettany | Vundet   |

### MTV Movie + TV Awards
| År   | Kategori                        | Nominerede                      | Resultat  |
| ---- | ------------------------------- | ------------------------------- | --------- |
| 2002 | Breakthrough Female Performance | Shannyn Sossamon                | Nomineret |
| 2002 | Best Kiss                       | Heath Ledger & Shannyn Sossamon | Nomineret |
| 2002 | Best Musical Sequence           | Heath Ledger & Shannyn Sossamon | Nomineret |

### Teen Choice Awards
| År   | Kategori                             | Nominerede                      | Resultat  |
| ---- | ------------------------------------ | ------------------------------- | --------- |
| 2001 | Film - Choice Drama/Action Adventure |                                 | Nomineret |
| 2001 | Film - Choice Actor                  | Heath Ledger                    | Nomineret |
| 2001 | Film - Choice Breakout Performance   | Shannyn Sossamon                | Nomineret |
| 2001 | Film - Choice Chemistry              | Heath Ledger & Shannyn Sossamon | Nomineret |
| 2001 | Film - Choice Fight Scene            | Heath Ledger & Rufus Sewell     | Nomineret |
| 2001 | Film - Choice Sleazebag              | Rufus Sewell                    | Nomineret |
| 2001 | Film - Choice Wipeout                | Rufus Sewell                    | Nomineret |

### World Stunt Awards
| År   | Kategori                 | Nominerede    | Resultat  |
| ---- | ------------------------ | ------------- | --------- |
| 2002 | Best Work With an Animal | Pascal Madura | Vundet    |
| 2002 | Hardest Hit              | Thomas DuPont | Vundet    |
| 2002 | Best Work With an Animal | Thomas DuPont | Nomineret |